# Ieder1 Aartselaar
Ieder1 Aartselaar is een Belgische lokale politieke partij in Aartselaar.

## Geschiedenis
De partij werd opgericht door voormalig Open Vld-voorzitter en fractieleider Glenn Anné in de aanloop naar de gemeenteraadsverkiezingen van 2024. Ook voormalig Open Vld-ster Cristel Bal en Shari Van Kerckhoven (bij de vorige verkiezingen sp.a-lijsttrekster) sloten bij de nieuwe partij aan. Anné en Bal hadden eind december 2023 de liberale partij verlaten en zetelde sindsdien als onafhankelijken. De partij overtuigde bij de stembusgang 14,1% van de kiezers, goed voor drie zetels in de gemeenteraad. Raadsleden werden Glenn Anné, Marc Sorber en Paul Rens.